# Cappella dei Santi Apostoli Giacomo e Filippo
La Cappella dei Santi Apostoli Giacomo e Filippo è un edificio religioso situato a Pitigliano, in provincia di Grosseto, nella diocesi di Pitigliano-Sovana-Orbetello.
La sua ubicazione è lungo via le Vie Cave del Gradone, poco a sud dell'abitato di Pitigliano e a est del Santuario della Madonna delle Grazie.

## Storia
La cappella fu costruita quasi certamente durante il Seicento lungo un tratto delle Vie Cave che si snodano attorno a Pitigliano. Le sue funzioni erano quelle delle tipiche cappelle rurali, essendo adibita principalmente come luogo di sosta e preghiera per i viaggiatori che transitavano lungo il suddetto anello viario.
La successiva costruzione del ponte che permetteva di migliorare i collegamenti attraverso la nuova via di comunicazione, in seguito divenuta la Strada statale 74 Maremmana, mise ai margini del transito il tratto delle Vie Cave presso le quali è situata la piccola chiesa, che verso la fine dell'Ottocento aveva già un ruolo marginale.
Nonostante il declino subito, la cappella non venne mai trasformata grazie alla sua posizione isolata. Un recente restauro ha permesso di recuperarla e riportarla agli antichi splendori.

## Descrizione
La Cappella dei Santi Giacomo e Filippo si presenta come un piccolo edificio religioso ad aula unica, con l'area absidale addossata alla parete tufacea che si eleva sul retro. Il paramento murario è completamente rivestito esternamente in blocchi di tufo.
Al centro della facciata principale si apre il portale d'ingresso affiancato da una coppia di lesene, alla cui sommità trova appoggio l'architrave, al di sopra del quale si apre un piccolo rosone di forma circolare al centro della parte sommitale della facciata. Nella parte inferiore della facciata stessa, proprio di fianco alla lesena sinistra che delimita l'area del portale, si apre una piccola finestrella di forma quadrata, che in passato dava la possibilità ai viaggiatori di sostare anche all'esterno per poter pregare.
Sul fianco laterale sinistro è ben evidente un'apertura tamponata, che in passato doveva essere una finestra o una porta di accesso secondaria.
L'interno della cappella si caratterizza per le linee alquanto semplici, pur con pregevoli decorazioni che arricchiscono la parete dietro l'altare, al centro della quale è collocata una tavola.